# Sindromul Adams-Stokes
Sindromul Adams-Stokes sau sindromul Adams-Stokes-Morgagni-Gerbec reprezintă sincoparea periodică datorată blocului AV de gr.3 intermitent sau unei alte disritmii de grad înalt (exp. fibrilație atrială) ce duce la hipoperfuzarea creierului. Numit după doi medici irlandezi, Robert Adams (1791–1875) și William Stokes (1804–1877), se crede totuși că prima descriere a sindromului a fost publicată în 1717 de către medicul sloven Marko Gerbec. Se caracterizează prin scăderea bruscă a debitului cardiac și pierderea conștienței datorită unei aritmii tranzitorii.

## Semne și simptome
De obicei atacurile au loc fără vreun semn prealabil, ceea ce duce la pierderea bruscă a conștienței. Uneori, înaintea unui atac, persoana poate deveni palidă datorită hipoperfuziei. Pot fi prezente mișcări anormale, constând de obicei în zvâcniri musculare ce apar după 15-20 de secunde de inconștiență. (Aceste mișcări neconvulsive apar din cauza hipoxiei trunchiului cerebral și nu datorită descărcărilor corticale, așa cum este în cazul crizelor epileptiforme). Respirația continuă, de obicei, în mod normal pe tot parcursul atacului iar, la recuperare, pacientul devine hiperemic pe măsură ce inima pompează rapid sângele oxigenat din paturile pulmonare în circulația sistemică ale cărei vase se dilată ca răspuns la hipoxie. 
După cum se întâmplă în cazul sincopelor datorate disritmiilor cardiace, leșinul nu depinde de poziția persoanei. Dacă apare în timpul somnului, persoana se poate trezi cu senzație de fierbințială și cu roșeață a feței.  

## Cauze
Atacurile sunt cauzate scăderea temporară a debitului cardiac cauzată de o disritmie cardiacă tranzitorie. Tahicardia paroxistică supraventriculară sau fibrilația atrială pot determina sindromul Adams-Stokes. Lipsa fluxului sangvin către creier este responsabilă pentru pierderea conștienței și episodul de leșin asociat. 
În cazul blocului AV (în special la nivelul fascilulului His), sincopa poate apărea datorită asistolei prelungite determinată de reacția întârziată a focarului ventricular. În cazul sindromului de sinus bolnav, sincopa apare atunci când tahicardia specifică încetează brusc, ritmul fiind reluat, cu întârziere, la o rată sub normal de către sinusul bolnav sau de către un focar ectopic. Sincopa poate apărea nu numai datorită asistoliei temporare, ci și datorită incapacității umplerii ventriculilor ca urmare a ratei cardiace accelerate, cum se întâmplă în cazul Tosades de Pointes.

## Diagnostic
Atacurile Adams-Stokes pot fi diagnosticate anamnestic, paloarea înainte de atac și hiperemia după acesta fiind caracteristice. Electrocardiograma (EKG) va arăta bloc cardiac complet, sau alte disritmii de grad înalt în timpul atacurilor. Torsades de Pointes poate constitui o complicație a blocului AV sau a sindromului sinusului bolnav, ce, la rândul ei, duce la apariția sindromului Adams-Stokes. 

## Tratament
Tratamentul inițial poate fi medical, implicând utilizarea de medicamente precum isoprenalina și epinefrina (adrenalina). Stimularea cardiacă temporară poate fi utilizată într-un cadru atent monitorizat. Cu toate acestea, tratamentul definitiv presupune implantarea unui stimulator cardiac permanent.

## Prognostic
Dacă nu sunt diagnosticate și tratate, atacurile Stokes-Adams au o mortalitate de 50% în decurs de un an de la primul episod. Prognosticul ulterior tratamentului este foarte bun. 